# Operação Ramo de Oliveira
Operação Ramo de Oliveira (em turco: Zeytin Dalı Harekâtı) refere-se a uma operação militar da Turquia na Síria iniciada em 20 de janeiro de 2018 contra as posições das Forças Democráticas Sírias (FDS) na cidade síria de Afrîn. Afrîn e os arredores são controlados pelo Curdistão Sírio desde do início da Guerra Civil Síria. Segundo o governo turco, o objectivo é expulsar todas as forças pró-curdas das Unidades de Proteção Popular e do Partido de União Democrática (PYD) da zona de Afrîn, bem como, derrotar o Estado Islâmico (EIIL), apesar de não houver confirmação oficial sobre a presença do EI na zona. Segundo o presidente turco, Recep Tayyip Erdoğan, esta intervenção não se limita sobre Afrîn mas, também, sobre a cidade de Manbij, cidade controlada pelas FDS desde do verão de 2016.
Diversos países, como os Estados Unidos e a Rússia, manifestaram a sua preocupação pela intervenção militar. Na Turquia, houve manifestações contra a operação militar, com o presidente Erdogan a avisar de que haveria um "preço pesado" para os que se manifestem contra a intervenção.

## Antecedentes

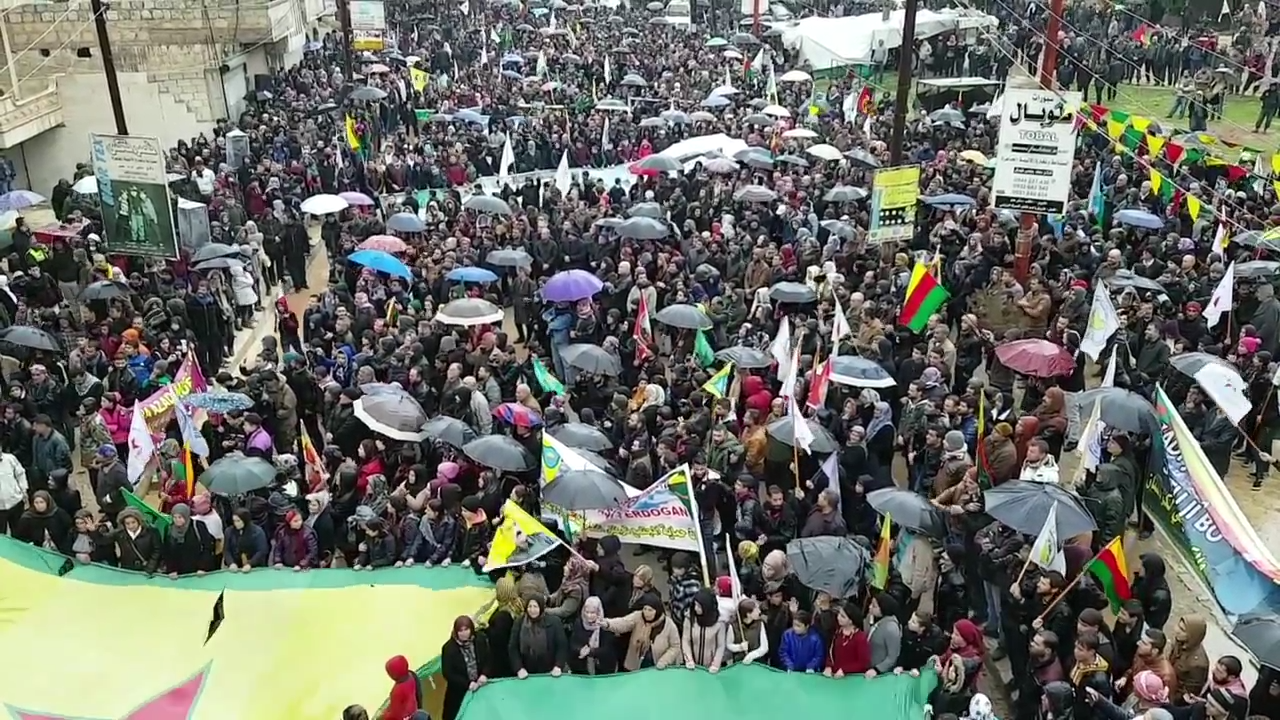
Protestos em Afrîn em apoio dos grupos curdos e contra a intervenção militar turca

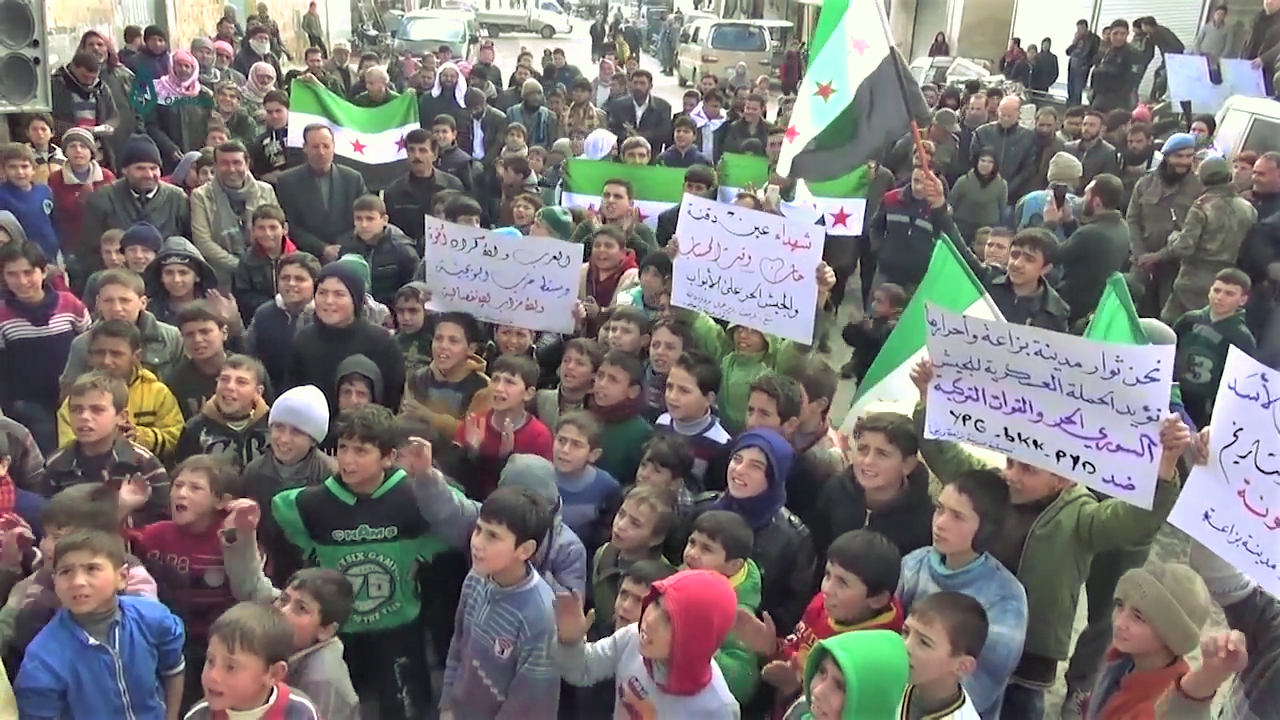
Protestos em Bizaah em apoio à intervenção militar turca contra Afrîn

A ofensiva veio após meses de tensões crescentes entre a Turquia e os Estados Unidos por causa do apoio dos EUA às FDS, que são composta na sua maioria por combatentes curdos das Unidades de Proteção Popular (YPG), que para a Turquia é o braço armado sírio do Partido dos Trabalhadores do Curdistão (PKK), organização considerada terrorista pelos turcos e por outros diversos países. As tensões aumentaram exponencialmente após os EUA anunciarem que iriam treinar e equipar uma guarda fronteiriça (Forças de Segurança da Fronteira Síria) composta por 30 000 membros das FDS, algo prontamente rejeitado pelo governo turco que considerava tal guarda uma ameaça à segurança nacional. O presidente turco Recep Tayyip Erdoğan disse num discurso em Ancara: "Que pode fazer um grupo terrorista se não atacar a Turquia? A nossa missão é estrangular tal guarda antes do seu aparecimento!".
Após meses de preparação, as forças turcas começaram a bombardear posições das FDS e das YPG na zona de Afrin. Segundo jornais turcos, militares russos que se encontravam na zona curda abandonaram as suas posições em antecipação à ofensiva turca.

## Ofensiva
O governo turco anunciou que a ofensiva tinha começada no dia 19 de janeiro com o ministro de defesa turco, Nurettin Canikli, a afirmar: "A operação já se iniciou de facto com bombardeamentos na zona fronteiriça". O ministro adiantou que as tropas ainda não tinham entrado no território controlado pelos curdos. A Turquia começou a intensificar os ataques contra posições curdas, com o YPG a afirmar que mais de 70 ataques tinham sido disparados durante a noite.
A imprensa turca reportou que 20 autocarros com grupos rebeldes alinhados com a Turquia (Exército Nacional Sírio) tinham sido transportados para a fronteira entre a Síria e a Turquia, enquanto a AFP afirmou que seriam cerca de 30 autocarros a transportar as forças rebeldes.
No cantão de al-Shahba, segundo fontes pró-FDS, combatentes das FDS impuseram vários danos aos rebeldes do ENS, matando 4 soldados e ferindo outros 5.
No dia 20 de janeiro, a Turquia iniciou uma campanha de bombardeamentos aéreos sobre a cidade de Afrin, atacando várias posições curdas e, assim, dando início, de facto, à sua operação militar. As forças curdas lançaram fogo sobre as cidades fronteiriças de Kilis e Reyhanli com informações de que uma pessoa teria morrida e várias teriam ficado feridas. A Turquia anunciou que os seus ataques aéreos tinham atingido 150 alvos em Afrîn.
As Forças Armadas da Turquia explicaram num texto publicado no seu site que o objectivo desta intervenção militar é "estabelecer segurança e estabilidade nas nossas fronteiras e na região, eliminando os terroristas do PKK/KCK/PYD/YPG e do EIIL."
No dia 21 de janeiro, a imprensa estatal turca anunciou soldados do Exército Turco começaram a avançar sobre o território de Afrîn e avançaram até 5 quilómetros no território controlado pelos curdos. O Observatório Sírio de Direitos Humanos (SOHR), sediado no Reino Unido, reportou confrontou entre tropas turcas e as milícias curdas na zona norte e ocidental da região de Afrîn, com as tropas turcas e os rebeldes do ENS a conseguirem capturar as cidades de Shankil e Adah Manli no ocidente.
Em 22 de janeiro, as forças turcas anunciaram a captura de sete localidades, embora o YPG tenha anunciado posteriormente a recaptura de duas dessas localidades. No mesmo dia, foi anunciado a morte do primeiro soldado turco na ofensiva.
A 24 de janeiro, de acordo com fontes curdas e pró-governo sírio, aviões da Força Aérea Turca efectuaram bombardeamentos contra posições das FDS na cidade de Manbij.
Em 28 de janeiro, as forças pró-turcas conseguiram a sua primeira grande vitória na ofensiva ao capturarem a estratégica montanha de Barsaya, após vários ataques falhados desde de 22 de janeiro, devido à forte resistência curda. No dia seguinte, houve relatos que as forças curdas conseguiram recapturar a montanha, embora a Turquia tenha negado tal situação, com o comandante turco líder das operações a visitar a montanha.
A 30 de janeiro, de acordo com a Anadolu Agency, as Forças Armadas da Turquia espalharam panfletos a partir do ar em árabe, curdo e turco, encorajando os civis da região para fazerem frente ao PKK, PYD, YPG e o EIIL.
No final de janeiro, oficiais curdos acusaram a Turquia de usarem napalm, uma arma proibida segundo convenções internacionais, durante a operação. As Forças Armadas da Turquia negaram o uso de napalm, afirmando: "Napalm e armamento químico, biológico e semelhantes são proibidos por leis e tratados internacionais. Não é usado pela nossa Força Aérea. Tal armamento não está no inventário das Forças Armadas Turcas".
Segundo fontes pró-governo, algumas das facções rebeldes retiraram-se da operação para combater o Exército Sírio em Idlib.

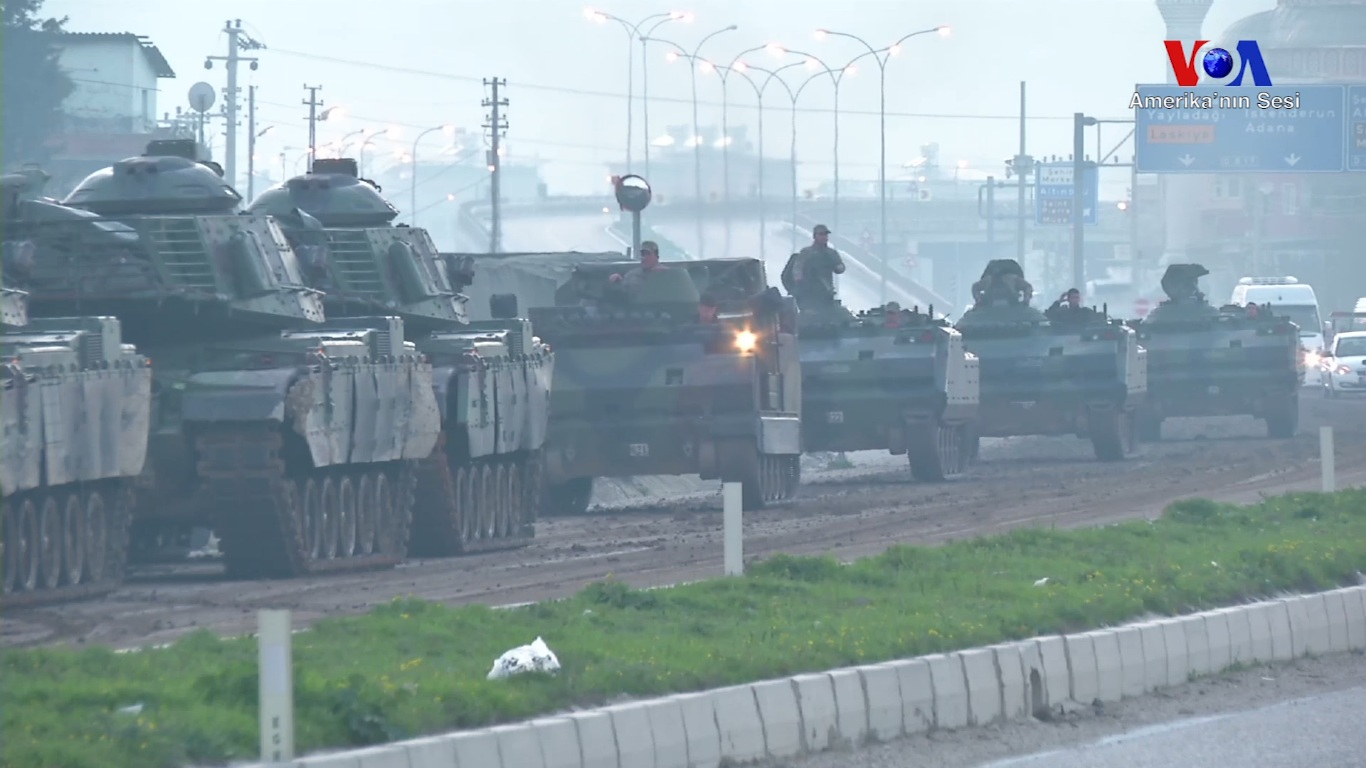
Blindados turcos mobilizados para a operação.

A 1 de fevereiro, emergiu um vídeo nas redes sociais em que mostrava as forças rebeldes pró-turcas a celebrarem a morte de uma combatente curda que tinha o corpo mutilado, o que levou a um forte ressentimento nos curdos da região.
Em 10 de fevereiro, um helicóptero TAI/AgustaWestland T129 ATAK da Turquia caiu com a tripulação a morrer. De acordo com o presidente turco Ergodan, as FDS e o SOHR, o helicóptero foi abatido. O primeiro-ministro da Turquia também confirmou que o helicóptero tinha sido abatido, enquanto o Exército Turco não disse qual a causa da queda do helicóptero mas uma investigação tinha sido aberta para averiguar.
Em 20 de fevereiro, após vários relatos de um acordo entre o YPG e o governo da República Árabe Síria, tropas pró-governamentais das Forças de Defesa Nacional entraram no cantão de Afrin para auxiliarem as forças curdas no combate contra as forças turcas e os rebeldes sírios. Em março de 2018, após semanas de violentos combates, o exército turco tomou a importante cidade de Afrîn, no norte sírio, numa das vitórias mais marcantes da intervenção até aquele momento, forçando o recuo das forças curdas.

## Reacções Internacionais

### Membros da UN
- República Árabe Síria: O Ministério dos Negócios Estrangeiros da Síria condenou a "agressão turca contra a cidade de Afrîn", afirmando-a como uma "parte inseparável da Síria". O Governo Sírio referiu essa intervenção como uma guerra de terroristas contra terroristas. Após a Turquia ocupar Afrîn, o Governo Sírio declarou que Afrin foi ocupada por terroristas pró-turcos e prometeu recuperar a cidade assim que recuperar Ghouta Oriental.[53]
- Estados Unidos: Um porta-voz do Pentágono afirmou: "Nós encorajamos que todas as partes para evitar uma escalada do conflito e focarem-se na tarefa mais importante que é derrotar o EIIL." O porta-voz acrescentou que os EUA entende as preocupações da Turquia em relação ao PKK, mas gostaria de ver uma redução no conflito turco-curdo e ambos focarem-se na derrota do EIIL.[54] A porta-voz do Departamento de Defesa dos Estados Unidos Heather Nauert pediu à Turquia para não avançar com uma invasão a Afrîn, reafirmando o que tinha sido dito uns dias antes por Rex Tillerson, Secretário de Estado dos Estados Unidos, em que os EUA não tinha qualquer intenção em criar uma guarda fronteiriça composta por membros das FDS, algo que tinha irritado a Turquia, afirmando que tudo foi fruto de um mal-entendido.[53]
- Rússia: O Ministério dos Negócios Estrangeiros da Rússia afirmou que Moscovo estava a seguir a situação em Afrîn com toda a atenção e que estava preocupado com o ataque da Turquia sobre a zona. O Ministério da Defesa da Federação Russa disse que a Rússia estava a retirar as suas tropas da zona de Afrîn, região alvo da ofensiva militar turca.[53] Sergey Lavrov, ministro dos Negócios Estrangeiros, descreveu as acções da Turquia como "loucas",[55] embora também referindo que "acções unilaterais" dos Estados Unidos contra a Síria e o Irão irritaram o governo turco.[56]
- Alemanha: Um porta-voz do Ministério dos Negócios Estrangeiros afirmou que "A Turquia tem legítimos interesses de segurança ao longo da sua fronteira com a Síria. Nós esperamos que a Turquia continue a exercer restrição política e militar." O porta-voz ainda reiterou que a Alemanha acredita que o foco das actividades militares no norte da Síria deveria ser sobre o EIIL e as suas organizações sucessores na região.[57]
- França: O ministro dos Negócios Estrangeiros Jean-Yves Le Drian pediu a convocação de uma reunião de emergência do Conselho de Segurança das Nações Unidas horas após o ataque turco sobre Afrîn. No Twitter, o ministro que também iria falar sobre as situações de Ghouta e Idlib.[53]
- Reino Unido: Boris Johnson, Secretário de Estado dos Negócios Estrangeiros, afirmou: "Estamos a verificar os desenvolvimentos em Afrîn com toda a atenção. Turquia tem o direito de manter as suas fronteiras seguras. Nós partilhamos o desejo de reduzir violência e manter o foco na tarefa mais importante: um processo político na Síria que leve ao fim do regime de Bashar al-Assad".[58]
- Países Baixos: O Ministro dos Negócios Estrangeiros, Halbe Ziljstra, afirmou que Turquia tem o direito de se defender a sua segurança bem como a sua fronteira, mas ao mesmo tempo pediu à Turquia para mostrar moderação. O ministro também referiu que na sua carta ao parlamento holandês que a ofensiva Turca em Afrîn iria afectar o combate contra o Estado Islâmico. Ele acredita em tal situação, porque os combatentes curdos do YPG combateram ao lado da coligação internacional contra o EI, e agora estão a ser atacados pela Turquia. Além de mais, o ministro afirmou que espera receber mais informações das autoridades turcas acerca da operação, mas se tal não acontecer, ele irá pedir esclarecimentos na próxima reunião da NATO.[59]
- Azerbaijão: Um porta-voz do Ministério dos Negócios Estrangeiros afirmou que o Azerbaijão percebe perfeitamente os receios de segurança da Turquia contra a "ameaça terrorista". O porta-voz acrescentou: "O Azerbaijão, que sofreu com terrorismo, condena todas as formas e manifestações de terrorismo e apoia os esforços da comunidade internacional no combate contra esta ameaça".[60]
- Chipre: A República do Chipre condenou a invasão ilegal da Turquia em Afrîn e reiterou que a crise na Síria não pode ser resolvida por meios militares.[61]
- Irão: Um porta-voz do Ministério dos Negócios Estrangeiros disse: "O Irão espera que esta operação termine imediatamente para prevenir o aprofundamento da crise nas zonas fronteiriças da Turquia e da Síria. Uma crise contínua na região poderá reforçar (...) os grupos terroristas no norte da Síria".[62]
- Egito: O Egipto condenou a intervenção turca em Afrîn e afirmou que esta operação era um ataque à soberania da Síria.[63]

### Outras organizações e entidades regionais
- Coligação Nacional Síria: A Oposição Síria declarou o seu apoio à intervenção do Exército Turco e do Exército Nacional Sírio considerando-a como uma continuação da luta "contra o regime tirânico (governo de Assad) e os seus aliados terroristas iranianos." A coligação denominou o Partido dos Trabalhadores do Curdistão, as Unidades de Proteção Popular e o Partido da União Democrática como grupos terroristas e urgiu para "o seu perigo da Síria." O CNC reiterou que "conselhos locais eleitos irão tomar conta da administração das localidades libertadas dos grupos terroristas e do status quo que pretendiam estabelecer."[64]
  - Brigadas Turcomenas Sírias: Um conselheiro das Brigadas, Emin Bozoğlan, afirmou: "Nós fomos informados que o grupo terrorista YPG/PKK irá transferir o seu armamento para Raqqa, onde irão colaborar com o regime (governo de Bashar al-Assad) durante décadas." Ele afirmou que a Turquia deveria tomar todas as medidas necessárias para resolver este problema.[65]
- Unidades de Proteção Popular: As YPG afirmaram que "iriam responder à provocação turca pois civis tinha sido atacados".[66][67] O comando geral das YPG em Afrîn referiu: "Nós sabemos que, sem a permissão de forças globais e em especial a Rússia, que tinham tropas estacionadas em Afrîn, a Turquia não poderia atacar civis usando o espaço aéreo de Afrîn. Por causa disso, nós consideramos a Rússia tão responsáveis como a Turquia e afirmamos que a Rússia é a parceira no crime com a Turquia em massacrar civis na região."[68]
- Partidos políticos da Turquia: O Partido Republicano do Povo,[69] o Partido de Ação Nacionalista,[70] o Partido Bom e o Partido Patriótico[71] declararam-se todos a favor da intervenção militar, mas o Partido Democrático dos Povos,[72] o Partido Comunista da Turquia[73] e o Partido do Trabalho da Turquia[74] afirmaram-se contra a operação.

### Outras entidades políticas
- Chipre do Norte: Numa mensagem pelo Twitter, o primeiro-ministro turco-cipriota Hüseyin Özgürgün afirmou que o seu maior desejo era que a Turquia conseguisse completar com sucesso a operação militar em Afrîn.[75]